# Ramon Jordi i González
Ramon Jordi i González (Barcelona, 1926 - Barcelona, 2007) va ser un farmacèutic i un destacat investigador de la història de la Farmàcia i de les ciències sanitàries, especialment, en l'àmbit de Catalunya. Autor prolífic -prop de mil publicacions- de textos transcendents i d'articles marcadament crítics, no exempts de pinzellades humorístiques, de vegades molt àcides, a les revistes farmacèutiques de l'època. Posseïa a més facultats artístiques que es van plasmar en poemes i, sobretot, en la pintura, que va practicar fins a quedar cec en 1995.

## Personalitat
Fidel sempre als seus principis, liberal de pensament amb gran energia física i espiritual, va sustentar sempre els seus ideals encara en contra del pensar de molts dels seus contemporanis, especialment dels poderosos. No admetia injustícies i en contra d'elles es rebel·lava manifestant tant oralment davant d'una audiència com a través dels seus escrits.

## Biografia
El curs 1945-1946, va iniciar els estudis en la Facultat de Farmàcia a la Universitat de Barcelona, obtenint el grau de llicenciat en 1951 i el de doctor en 1971 amb la presentació d'una tesi doctoral (“Relaciones de los boticarios catalanes con las Instituciones Centrales”) dirigida per José Luís Gómez Caamaño. Aquest professor va ser, en realitat, qui el va animar a investigar sobre la història de la Farmàcia i que el va introduir en aquest àmbit, concentrat llavors en la Sociedad Española de Historia de la Farmacia. Va exercir com a docent en la càtedra d'Història de la Farmàcia i Legislació Farmacèutica a la Universitat de Barcelona i també com col·laborador de la Càtedra d'Història de la Medicina. Si bé desenvolupà activitat professional en la indústria i en oficina de farmàcia, durant un temps, Ramon Jordi dugué a terme una intensa activitat col·legial, especialment a partir de 1962, quan Pere Vintró va assumir la presidència del Col·legi de Farmacèutics de la Província de Barcelona. Durant aquest període va conèixer al farmacèutic Rafel Masclans, que, al seu torn, havia estat el principal impulsor de la Reial Acadèmia de Farmàcia de Catalunya durant la República i que també va contribuir a despertar en Ramon Jordi l'interès per la història de la Farmàcia. El 1972 va ingressar a la Reial Acadèmia de Farmàcia de Barcelona Arxivat 2013-06-19 a Wayback Machine. amb la lectura del discurs “Aproximación a la Historia de la «Acadèmia de Farmàcia de Catalunya». Una experiencia frustrada”, i, el 1979, va ser elegit acadèmic corresponent de la Reial Acadèmia de Medicina de Catalunya (llavors, de Barcelona). Va ser fundador de la Societat d'Amics de la Història i de la Ciència Farmacèutica Catalana, constituïda el 1991 (actualment Societat Catalana d'Història de la Farmàcia, al desenvolupament de la qual es va bolcar intensament.
Va tenir gran reconeixement, tant nacional com internacional, obtenint prestigiosos [premis], com el Fernández Canivell (1967 i 1970), i distincions, com la medalla Rafel Folch Andreu (1984), la del Prof. Farmacist Alexandru Ionescu-Matiu de primera classe (1994) i la George Urdang (1990), atorgada per l'American Institute of the History of Pharmacy.
Va assistir a innombrables congressos, tant nacionals com internacionals, d'Història de la Farmàcia, aportant sempre comunicacions noves i rellevants, per la qual cosa, el 1991 va ser proposat i acceptat com a membre de l'Academie Internationale de l'Histoire de la Pharmacie.

## Obres publicades
- Cerámica farmacéutica en el Museo de Arte de Cataluña, 1971
- Aproximación a la historia de la “Academia de Farmacia de Cataluña”. 1972
- Historia de una botica: las farmacia-museo del Pueblo Español. 1972
- Iconografía de los Santos Cosme y Damián. 1973
- La conspiración de les “metzines”. 1974
- Relaciones de los boticarios catalanes con las instituciones centrales. 1975 (Tesi doctoral)
- Propaganda y medicamentos. 1977
- Cien años de vida farmacéutica barcelonesa. 1982
- Medicamentos usados en el siglo XVI en el área barcelonesa, 1531-1574. 1984
- Monòlegs de la nit. 1985 (sota el pseudònim de Raimon Sanabria)
- Aportació a la Història de la Farmàcia Catalana. 1999
- Los Morteros de Metal en la Historia de la Farmacia y la Ciencia Moderna. 2002 (Obra en col·laboració amb Josep M. Bosch Figueroa)
- Colectánea de “speciers”, mancebos boticarios, farmacéuticos practicantes y farmacéuticos de Cataluña (1207-1997). 2003